# 튀르크귀쥐 뮌헨
튀르크귀쥐 뮌헨(Türkgücü München e.V.)은 바이에른주 뮌헨을 연고로 하는 독일의 축구단이다.
뮌헨 '독일의 튀르키예인'에 기반을 둔 이 구단은 2009년 Türkischer SV 1975 München과 ATA Spor München의 합병으로 창단되었다.  Türkischer SV 1975는 2001년에 SV Türk Gücü München이 파산했을 때 뒤를 이어 SV Türk Gücü München을 계승했다. Türk Gücü는 1980년대 후반과 1990년대 초반에 강력한 3부 리그의 팀이었다.

## 선수 명단

### 현역
참고: FIFA 자격 규정에 따라 소속된 국가대표팀 국기를 표시합니다. 선수는 복수의 FIFA 비회원국 국적을 가지고 있을 수 있습니다.
| 번호 | 포지션 | 국적       | 이름        |
| ---- | ------ | ---------- | ----------- |
| 3    | DF     | 스코틀랜드 | 매튜 앤더슨 |
| 10   | MF     | 튀르키예   | 엠레 툰크   |

| 번호 | 포지션 | 국적     | 이름      |
| ---- | ------ | -------- | --------- |
| 61   | MF     | 튀르키예 | 위날 토순 |

## 역대 감독
| 감독          | 임기        |
| ------------- | ----------- |
| 베르너 로란트 | 2008 ~ 2009 |
| 베르너 로란트 | 2012        |